# Xã Scioto, Quận Delaware, Ohio
Xã Scioto (: Scioto Township) là một xã thuộc quận Delaware, tiểu bang Ohio, Hoa Kỳ. Năm 2010, dân số của xã này là 2.993 người.